# Andrea Morosini
Andrea Morosini (* 1558 in Venedig; † 1618) war ein venezianischer Geschichtsschreiber.

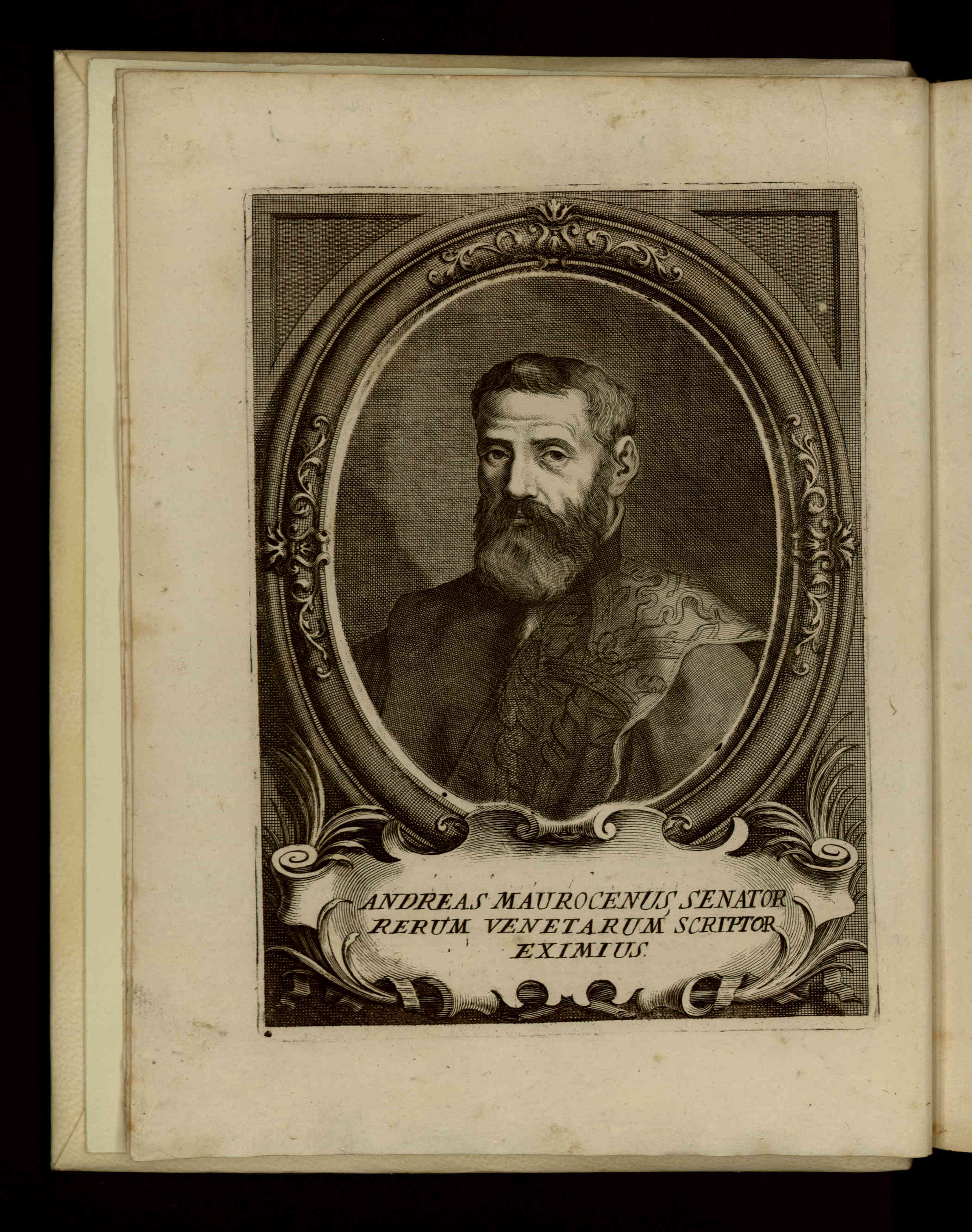
Tomo quinto, che comprende i sei primi libri dell’Istorie veneziane, 1719

## Leben
Morosini verfasste zwei Bände der zehnbändigen Istorici delle cose veneziani i quali hanno scritto per publico decreto, gedruckt in Venedig zwischen 1718 und 1722.  Seine Vorgänger als Chronisten waren Marcantonio Sabellico (1436–1506),  Pietro Bembo (1470–1547)  und Paolo Paruta (1540–1598). Die Bände 5 und 6 von Morosini tragen den Titel Storia Vinitiana. Seine Nachfolger als offizielle Geschichtsschreiber der Republik waren Giovan Battista Nani (1616–1678), Michele Foscarini (1632–1692) und Pietro Garzoni (1645–1735).
1623 gab sein Bruder die beiden Bände in den Druck. Sie wurden 1782 von dem Senator Girolamo Molin aus dem Lateinischen ins Italienische übersetzt und sind als dreibändige Ausgabe bei Zanatta in Venedig gedruckt worden.

## Ausgaben
- Storia della Repubblica Venezia. 3 Bände. Antonio Zanatta, Venedig 1782.
- Andrea Morosini: Historia veneta. 5. Domenico Lovisa, 1719 (italienisch, beic.it).
- Andrea Morosini: Historia veneta. 6. Domenico Lovisa, 1719 (italienisch, beic.it).
- Andrea Morosini: Historia veneta. 7. Domenico Lovisa, 1720 (italienisch, beic.it).